# Jarl Gilli
Pour les articles homonymes, voir Gilli.
Le  Jarl Gilli, également connu sous le nom de  Gilla, est un seigneur norvégien-gaël du début du XIe siècle qui gouverne les Hébrides de 990 jusque vers 1025. Selon la Saga de Njáll le Brûlé, Gilli est un Jarl des Hébrides, dont le pouvoir est centré sur  Coll, et qui est tributaire de son beau-frère, Sigurðr le Fort, Jarl des Orcades († 1014).

## Origine
L'historienne Barbara E. Crawford suggère que Gilli devait contrôler une part importante des Hébrides intérieures. La Saga des Orcadiens, souligne également l'influence de Sigurðr dans la région de la mer d'Irlande; cependant elle ne mentionne pas Gilli.
Pendant cette période, Sigurðr gouverne les Orcades et les Shetland, mais également une partie du nord de l'Écosse. Sigurðr est aussi connu pour avoir combattu et être mort en Irlande lors de la bataille de Clontarf en 1014. Récemment, Clare Downham, souligne que même s'il est possible que Sigurdr étendait son pouvoir dans les Hébrides, la littérature des Sagas comme, les sources contemporaines donnent peu d'indications sur la question.
Barbara Crawford note que la plus grande partie des « Trésors monétaires » mis au jour dans l'« Écosse scandinave », correspond aux années 975-1025, et coïncide avec le moment où Sigurdr est censé avoir étendu son pouvoir dans les Hébrides et se poursuivit jusqu'à sa défaite à Clontarf.
Le nom de l'épouse de Gilli relevé par la saga de Njáls est Hvarflǫð. Selon  Donnchadh Ó Corráin, ce nom est un ancien nom vieux norrois formé à partir du très rare nom gaélique Forbfhlaith.
Le propre nom de Gilli est également considéré comme présentant une forme gaélique. « Gilli » devait seulement être une partie de son nom. Comme dans le cas du roi de Norvège nommé Haraldr Gilli qui était né en Irlande; et qui sans doute portait à l'origine le nom de Giolla Criost, qui fut ensuite raccourci en Norvège. Dans ce contexte le nom complet gaélique de Gilli devait revêtir en gaélique une forme telle que Gillecolum, Gillepatrick ou Gillechrist; ou une autre nom composé à partir du gaélique Giolla (signifiant: « serviteur ») auquel on accolait un nom de saint.
Il a été envisagé que deux importants seigneurs Norvégiens-Gaëls du XIIe siècle; Fergus de Galloway, et Somerled, pouvaient être des descendants de Gilli.

## la saga de Njáll le Brûlé
La saga de Njáll le Brûlé est une saga islandaise, qui évoque des événements survenus  au cours de la période 960–1020. Elle relate que le Jarl Sigurðr envoie l'un de ses gardes du corps, Kári, aux Hébrides pour collecter le tribut dû par le Jarl Gilli. Plusieurs années plus tard Kári et les fils de Njáll Þorgeirsson, pillent Anglesey et les Hébrides. Après un raid réussi sur le Kintyre, ils vont vers le sud au Pays de Galles. Ils se tournent enfin vers l'île de Man. Ils y combattent contre un roi nommé « Guðrøðr de Man », dont ils tuent le fils « Dungal », avant de prendre un grand butin. Ils voyagent enfin vers Coll résidence de Gilli pour passer l'hiver, où ce dernier les reçoit aimablement, et où il séjournent un moment. Gilli les accompagnent ensuite vers les Orcades afin qu'il rencontre Sigurðr. Le printemps suivant, Sigurdr donne sa sœur, « Nereidr », à Gilli, et les jeunes mariés retournent aux Hébrides. Lors des fêtes de Yule, Gilli revient aux Orcades, à l'invitation de son beau-frère, Sigurðr. Après son retour aux Hébrides, le printemps suivant, Gilli a un rêve dans lequel un homme du nom de Herfinnur vient d'Irlande et déclame un chant dans lequel il évoque la mort de Brian Boru,,.